# Aldaier Makatindu
Aldaier Makatindu (sinh ngày 25 tháng 5 năm 1992) là một cầu thủ bóng đá người Indonesia hiện tại thi đấu ở vị trí tiền đạo cho câu lạc bộ tại Liga 1 PSIS Semarang.

## Sự nghiệp
Ngày 14 tháng 1 năm 2015, anh ký hợp đồng với Pusamania Borneo.

## Bàn thắng quốc tế
Bàn thắng U-23 quốc tế
| Bàn thắng | Thời gian           | Địa điểm                                   | Đối thủ        | Tỉ số | Kết quả | Giải đấu |
| --------- | ------------------- | ------------------------------------------ | -------------- | ----- | ------- | -------- |
| 1         | 30 tháng 3 năm 2014 | Sân vận động Manahan, Surakarta, Indonesia | U-23 Sri Lanka | 1–0   | 5–0     | Giao hữu |
| 2         | 30 tháng 3 năm 2014 | Sân vận động Manahan, Surakarta, Indonesia | U-23 Sri Lanka | 3–0   | 5–0     | Giao hữu |
| 3         | 30 tháng 3 năm 2014 | Sân vận động Manahan, Surakarta, Indonesia | U-23 Sri Lanka | 4–0   | 5–0     | Giao hữu |

## Danh hiệu
- Vua phá lưới Indonesia Super League U-21: 2012